# Terotehnologija
Terotehnologija je multidisciplinarna djelatnost suvremenog industrijskog svijeta. Nastala zbog potrebe optimizacije '70.-ih godina 20. stoljeća u umu britanskog autora dr. Josta. 
Izraz terotehnologija je izvedenica grčkog glagola "terein", što znači brinuti se, čuvati ili nadzirati i riječi tehnologija, što nam ukazuje da se radi o dijelatnosti "tehnologije održavanja" tehnoloških sustava i njegovih komponenti.
Ipak, ograničiti terotehnološki pristup samo na održavanje bilo bi netočno, jer je ona složenica od ravnopravnih pristupa inženjerskog, ekonomskog i menadžerskog djelovanja.
Stoga, terotehnološkim pristupom od zamišljenog projekta do njegove potpune iskoristivosti, troškovi se nastoje svesti na optimalnu razinu za vrijeme radnog vijeka tehnoloških sustava ili njihovih elemenata.